# Amt Castrop
Das Amt Castrop, im 19. Jahrhundert auch in der Schreibweise Amt Kastrop, war ein Amt im Landkreis Dortmund.
Das Amt entstand als Bürgermeisterei Castrop 1817 in Nachfolge der Mairie Castrop, die ihrerseits wenige Jahre zuvor unter französischer Herrschaft im Département Ruhr des Großherzogtums Berg gegründet wurde und dem Kanton Dortmund des Arrondissement Dortmund zugewiesen wurde. Preußen verwaltete provisorisch das Großherzogtum nach Abzug der Franzosen im Generalgouvernement Berg, bevor es auf dem Wiener Kongress das Gebiet des Großherzogtums endgültig zugesprochen bekam. Nach Gründung der Provinz Westfalen führte Preußen unter zunächst weitgehender Beibehaltung der französischen Verwaltungsgliederung seine eigenen Verwaltungsstrukturen ein. Die Bürgermeisterei Castrop wurde dabei dem Landkreis Dortmund, der seinerseits in Nachfolge des Arrondissement Dortmund stand, zugeordnet.
Zu der Bürgermeisterei gehörten zwei Steuergemeinden, die aus 26 Bauerschaften bestanden, die ihrerseits teilweise zu elf bzw. 13 Landgemeinden zusammengeschlossen waren (zeitgenössische Schreibweise):
- Steuergemeinde Kastrop: Kastrop (Titularstadt), Behringhausen, Börnig, Gisenberg mit Sodingen, Holthausen, Ober-Kastrop, Bövinghausen, Merklinde, Frohlinde, Rauxel mit Goldschmieding und Habinghorst
- Steuergemeinde Mengede: Mengede, Ickern, Brüninghausen, Oestrich, Deininghausen, Dingen, Bodelschwingh, Westerfilde, Nette, Deusen, Ellinghausen, Schwieringhausen und Groppenbruch

1843 wurde die Bürgermeisterei aufgrund der preußischen Landgemeindeordnung für die Provinz Westfalen von 1841 zu einem westfälischen Amt umgewandelt. Es umfasste die Titularstadt Castrop und 23 Landgemeinden.
Das Amt bestand 1887 aus folgenden Gemeinden (zeitgenössische Schreibweise):
| Amt         | Gemeinden |
| Amt Kastrop | Behringhausen (1,61 km²), Bodelschwingh (3,23 km²), Börnig (3,41 km²), Bövinghausen bei Kastrop (2,21 km²), Brüninghausen (2,22 km²), Deininghausen (3,15 km²), Deusen (2,20 km²), Dingen (3,08 km²), Ellinghausen (3,41 km²), Frohlinde (2,88 km²), Giesenberg-Sodingen (2,73 km²), Groppenbruch (3,75 km²), Habinghorst (4,07 km²), Holthausen bei Kastrop (5,22 km²), Ickern (6,99 km²), Kastrop (3,90 km²), Mengede (4,53 km²), Merklinde (1,67 km²), Nette (4,98 km²), Ober Kastrop (3,22 km²), Oestrich (1,51 km²), Rauxel (6,43 km²), Schwieringhausen (4,98 km²) und Westerfilde (2,70 km²) |

Am 1. April 1889 schieden die dreizehn Gemeinden Bodelschwingh, Brüninghausen, Deininghausen, Deusen, Dingen, Ellinghausen, Groppenbruch, Ickern, Mengede, Nette, Oestrich, Schwieringhausen und Westerfilde aus dem Amt Castrop aus und bildeten das Amt Mengede.
Das Amt Castrop wurde am 1. April 1902 aufgelöst, gleichzeitig erhielt die Gemeinde Castrop die Stadtrechte gemäß der Städteordnung und wurde dadurch amtsfrei. Die amtsangehörigen Gemeinden wurde auf die neugegründeten Ämter Rauxel und Sodingen sowie die Stadt Castrop aufgeteilt:
- Amt Rauxel: Bövinghausen bei Castrop, Frohlinde, Habinghorst, Merklinde und Rauxel
- Amt Sodingen: Börnig, Holthausen bei Castrop und Giesenberg-Sodingen
- Stadt Castrop: Behringhausen, Castrop und Obercastrop

In der Zeit nach der Amtsauflösung fanden folgende Gebietsänderungen in den Gemeinden statt.
| Gemeinde                          | Amt          | Datum            | Gebietsänderungen |
| Gemeinde Behringhausen            |              | 1. April 1902    | Auflösung und Eingemeindung in die Stadt Castrop |
| Gemeinde Obercastrop              |              | 1. April 1902    | Auflösung und Eingemeindung in die Stadt Castrop |
| Gemeinde Giesenberg               | Amt Sodingen | 13. Mai 1913     | Umbenennung in Gemeinde Sodingen. |
| Gemeinde Holthausen bei Castrop   | Amt Sodingen | 3. Februar 1914  | Ausgemeindung von Teilen in die Gemeinde Gerthe. |
| Gemeinde Deusen                   | Amt Mengede  | 10. Juni 1914    | Auflösung und Eingemeindung in die Stadt Dortmund |
| Gemeinde Mengede                  | Amt Mengede  | 27. Oktober 1917 | Eingemeindung der Gemeinden Groppenbruch, Oestrich und Schwieringhausen in die Gemeinde Mengede |
| Gemeinde Groppenbruch             | Amt Mengede  | 27. Oktober 1917 | Auflösung und Eingemeindung in die Gemeinde Mengede |
| Gemeinde Östrich                  | Amt Mengede  | 27. Oktober 1917 | Auflösung und Eingemeindung in die Gemeinde Mengede |
| Gemeinde Schwieringhausen         | Amt Mengede  | 27. Oktober 1917 | Auflösung und Eingemeindung in die Gemeinde Mengede |
| Stadt Castrop                     |              | 1. April 1926    | Zusammenschluss mit Rauxel, Bladenhorst, Bövinghausen bei Castrop, Dingen, Frohlinde, Habinghorst, Ickern und Merklinde zur Stadt Castrop-Rauxel. Dabei wurden Gebiete an die Stadt Herne (0,28 km²) abgegeben. |
| Gemeinde Bodelschwingh            | Amt Mengede  | 1. April 1926    | Eingemeindung von Teilen Dingens (0,17 km²). |
| Gemeinde Bövinghausen bei Castrop | Amt Rauxel   | 1. April 1926    | Auflösung und Eingemeindung in die Städte Castrop-Rauxel (1,24 km²) und in Gerthe (0,98 km²). |
| Gemeinde Deininghausen            | Amt Mengede  | 1. April 1926    | Ausgemeindung von Teilen in die Stadt Castrop-Rauxel (1,30 km²). |
| Gemeinde Dingen                   | Amt Mengede  | 1. April 1926    | Auflösung und Eingemeindung in die Stadt Castrop-Rauxel. Teile gehen dabei an die Gemeinde Bodelschwingh (0,17 km²).                                                                                            |
| Gemeinde Frohlinde                | Amt Rauxel   | 1. April 1926    | Auflösung und Eingemeindung in die Stadt Castrop-Rauxel. Teile gehen dabei an die Gemeinde Westerfilde (0,32 km²).                                                                                              |
| Gemeinde Habinghorst              | Amt Rauxel   | 1. April 1926    | Auflösung und Eingemeindung in die Stadt Castrop-Rauxel. |
| Gemeinde Ickern                   | Amt Mengede  | 1. April 1926    | Auflösung und Eingemeindung in die Stadt Castrop-Rauxel. |
| Gemeinde Merklinde                | Amt Rauxel   | 1. April 1926    | Auflösung und Eingemeindung in die Stadt Castrop-Rauxel. |
| Gemeinde Westerfilde              | Amt Mengede  | 1. April 1926    | Eingemeindung von Teilen Frohlindes (0,32 km²). |
| Gemeinde Bodelschwingh            | Amt Mengede  | 1. April 1928    | Auflösung und Eingemeindung in die Stadt Dortmund. |
| Gemeinde Börnig                   | Amt Sodingen | 1. April 1928    | Auflösung und Eingemeindung in die Stadt Herne. |
| Gemeinde Brüninghausen            | Amt Mengede  | 1. April 1928    | Auflösung und Eingemeindung in die Stadt Dortmund. |
| Gemeinde Deininghausen            | Amt Mengede  | 1. April 1928    | Auflösung und Eingemeindung in die Stadt Castrop-Rauxel. |
| Gemeinde Ellinghausen             | Amt Mengede  | 1. April 1928    | Auflösung und Eingemeindung in die Stadt Dortmund. |
| Gemeinde Holthausen bei Castrop   | Amt Sodingen | 1. April 1928    | Auflösung und Eingemeindung in die Städte Herne (3,48 km²) und Castrop-Rauxel (0,25 km²). |
| Gemeinde Mengede                  | Amt Mengede  | 1. April 1928    | Auflösung und Eingemeindung in die Stadt Dortmund. |
| Gemeinde Nette                    | Amt Mengede  | 1. April 1928    | Auflösung und Eingemeindung in die Stadt Dortmund. |
| Gemeinde Sodingen                 | Amt Sodingen | 1. April 1928    | Auflösung und Eingemeindung in die Stadt Herne. |
| Gemeinde Westerfilde              | Amt Mengede  | 1. April 1928    | Auflösung und Eingemeindung in die Stadt Dortmund. |

## Einwohnerentwicklung
| Jahr | Einwohner | Quelle |
| ---- | --------- | ------ |
| 1839 | 6.239     | [ 37 ] |
| 1859 | 7.612     | [ 38 ] |
| 1871 | 9.813     | [ 39 ] |
| 1885 | 17.603    | [ 40 ] |
|      |           |        |
| 1895 | 16.450    | [ 41 ] |

Das Amt wurde 1889 verkleinert.